# Eucharia minussignata
Eucharia minussignata là một loài bướm đêm thuộc phân họ Arctiinae, họ Erebidae.